# Eupelmus coccidivorus
Eupelmus coccidivorus is een vliesvleugelig insect uit de familie Eupelmidae. De wetenschappelijke naam is voor het eerst geldig gepubliceerd in 1924 door Gahan.